# بیلی اکسلی
بیلی اکسلی (انگلیسی: Billy Exley; ۲ مهٔ ۱۹۲۴ – آوریل ۱۹۹۷) بازیکن فوتبال اهل بریتانیا بود.
از باشگاه‌هایی که در آن بازی کرده‌است می‌توان به باشگاه فوتبال برادفورد سیتی اشاره کرد.